# الجامع (فلم)
الجامع هو فيلم مغربي من إخراج داوود اولاد السيد سنة 2010، وبطولة كل من عبد الهادي توهراش، بشرى أهريش، مصطفى تاه تاه، وسالم دابيلا.

## القصة
يعرض فيلم «الجامع» بأسلوب ساخر مزج بين الجدية والهزل قصة فلاح بسيط يدعى «موحا» الذي قام بتأجير قطعة الأرض التي يمتلكها بجوار منزله إلي فريق تصوير سينمائي إيطالي كان يصور فيلم في القرية وكان يريد بناء ديكور مسجد على هذه الأرض، لكنه يفاجأ بعد انتهاء تصوير الفيلم ورحيل طاقم التصوير بأن أهل القرية اعتبروا هذا الديكور مسجد حقيقي وبالفعل تحول هذا الديكور إلى ساحة حقيقية للصلاة والعبادة من قبل أهل القرية وتفشل محاولات صاحب الأرض الذي قام بتأجيرها لغرض تصوير فيلم باقناع أهل القرية ان الجامع كان مجرد ديكور ولابد من هدمه ليسترد أرضه خصوصاً أن قطعة الأرض تلك مصدر رزقه الوحيد وتتصاعد الأحداث بشكل رائع.

## جوائز
فاز الفيلم بجائزة «سينما في حركة» في مهرجان سان سيباستيان السينمائي الدولي بإسبانيا، وبالجائزة الذهبية «بايار دور» لأفضل سيناريو في المسابقة الرسمية للمهرجان الدولي للفيلم الفرنكفوني بنامور ببلجيكا، وبجائزة «التانيت البرونزي»، وجائزة الإنتاج في الدورة ال`23 لمهرجان أيام قرطاج السينمائية.

## روابط خارجية
- مقالات تستعمل روابط فنية بلا صلة مع ويكي بيانات